# ColorSync
ColorSync és la part del sistema operatiu Mac OS d'Apple Computer dedicada a la gestió del color segons les pautes de l'International Color Consortium (ICC).
El 1988 Robin Myers rep d'Apple Computer l'encàrrec de projectar un sistema de gestió digital del color per al sistema operatiu Macintosh. El programa Myers ColorSync, un sistema obert, amb perfil de matriu RGB (fins i tot per a impressores), és un únic CMM transparent per a l'usuari. ColorSync es basa en l'espai XYZ i té dos intents de prestació (que no es diuen encara així): colorimètric relatiu i colorimètric absolut. La primera versió forma part de Mac OS 7.5 distribuït el 1993.
Ja el 1992, en una reunió de FOGRA a Múnic (Alemanya), els fabricants de maquinari i programari es mostren interessats per aquest sistema unificat de gestió del color. L'any següent es funda Apple ColorSync Consortium, la primera reunió de la qual té lloc a Sun Microsystems a Palo Alto, Califòrnia. Ràpidament els membres del consorci es convencen que l'estàndard per desenvolupar ha de ser multiplataforma i el 1993 l'organització esdevé totalment independent amb el nom d'International Color Consortium (ICC).
Mentrestant Apple ha continuat desenvolupant ColorSync, com a part de Mac OS responsable de la gestió del color segons les pautes ICC. El 1995 Apple ha adquirit els drets del motor de colors Linotype i l'ha incorporat a la versió 2 de ColorSync. El 2001 ColorSync ha arribat a la versió 4 i s'ha integrat a Mac OS X.

## Detall de les versions de ColorSync
| versió | data          | Mac OS        | notes                                       |
| 1      | 1993          | System 7.5    | suporta perfils propietari                  |
| 2.0    | 1995          |               | suporta perfils ICC, LinoColor CMM          |
| 2.1    |               |               | suporta els anomenats espais de color       |
| 2.1.1  |               | System 7.6    | tag dsc2                                    |
| 2.1.2  |               |               |                                             |
| 2.5    | març 1998     |               | LinoColor CMM, però suporta algun motor ICC |
| 2.5.1  | setembre 1998 | Mac OS 7.6.1  |                                             |
| 2.6    | abril 1999    | Mac OS 8.1    | requereix PowerPC                           |
| 3.0    | novembre 1999 | Mac OS 8.5    | requereix PowerPC                           |
| 3.0.1  |               |               |                                             |
| 3.0.2  |               |               |                                             |
| 3.0.3  |               | Mac OS 9.1    |                                             |
| 3.0.4  |               | Mac OS 9.2.1  |                                             |
| 4.0    | març 2001     | Mac OS X      |                                             |
| 4.1    | setembre 2001 | Mac OS X 10.1 |                                             |
| 4.2    | agost 2002    | Mac OS X 10.2 |                                             |
| 4.3    | octubre 2003  | Mac OS X 10.3 |                                             |
| 4.4    | abril 2005    | Mac OS X 10.4 | suporta perfils ICC versió 4                |